# Fierte no Umi to Tomo ni Kiyu ~The Last of Romance~
Fierte no Umi to Tomo ni Kiyu ~The Last of Romance~ (フィエルテの海と共に消ゆ～THE LAST OF ROMANCE～?), es el segundo álbum de estudio de la banda japonesa LAREINE, lanzado el 16 de febrero de 2000.
Alcanzó el número # 20 en el ranking del Oricon Style Albums Weekly Chart.

## Lista de canciones
| CD  |                                                             |          |  |
| N.º | Título                                                      | Duración |  |
| 1.  | «The World of Romance»                                      | 1:30     |  |
| 2.  | «Kaze no Yuuwaku» (風の誘惑)                                | 5:43     |  |
| 3.  | «Emeraude ~Umi ni Miserarete~» (emeraude～海に魅せられて)   | 4:50     |  |
| 4.  | «Suna no Shiro de Nemuru Koibito» (砂の城で眠る恋人)        | 4:01     |  |
| 5.  | «Billet ~Youki Natsu no Binsen~» (Billet～幼き夏の便箋～)   | 4:21     |  |
| 6.  | «Retour»                                                    | 1:44     |  |
| 7.  | «Yosei no Koku ~Runrun March~» (妖精の国～るんるんマーチ～) | 2:27     |  |
| 8.  | «Pink no Kasa» (ピンクの傘)                                 | 4:52     |  |
| 9.  | «Paris wa Aki-Iro» (パリは秋色)                             | 6:18     |  |
| 10. | «Shiroi Ito» (白い糸)                                       | 5:23     |  |
| 11. | «Ritorubaiyu no Bansan» (ルトルヴァーイユの晩餐)            | 3:07     |  |
| 12. | «Fuyu Tokio» (冬東京)                                       | 5:27     |  |
| 13. | «Je t'aime»                                                 | 4:51     |  |
| 14. | «Ano Hito no Itoshita Hito Nara» (あの人の愛した人なら)     | 5:07     |  |
| 15. | «Fiançailles»                                               | 5:00     |  |
| 16. | «Fierté no Umi to Tomo ni Kyu» (フィエルテの海と共に消ゆ)   | 7:06     |  |